# Neveste disperate
Neveste disperate (Desperate Housewives în original) este un serial american creat de Marc Cherry și produs de ABC Studios. Seria prezintă viața mai multor personaje ce locuiesc pe Wisteria Lane din orașul fictiv Fairview din statul Eagle, personaje care sunt prezentate prin prisma fostei lor vecine, decedată. Aparențele înșală căci, deși toate duc vieți casnice și trăiesc diferite probleme de familie, ascund secrete, mistere și chiar crime, apărând astfel un contrast între viața perfectă ce pare că o duc și cea reală, din spatele ușilor închise. Serialul este inspirat într-o oarecare măsură de filmul American Beauty și de viața creatorului, Mark Cherry.
Producția le are ca protagoniste pe Teri Hatcher în rolul lui Susan Mayer, Felicity Huffman în rolul lui Lynette Scavo, Marcia Cross în rolul lui Bree Van de Kamp și Eva Longoria Parker în rolul lui Gabrielle Solis, Mary Alice Young, interpretată de Brenda Strong, are rol de narator pe parcursului episoadelor, apărând ocazional în secvențe retrospective, amintiri și vise.
Lansat în România în anul 2005, a fost unul dintre cele mai vizionate seriale de televiziune. Aflat la cel de-al optulea sezon, serialul, produs de Touchstone Pictures și distribuit de Buena Vista Television, a avut premiera în America la 3 octombrie 2004. Serialul a atras de la început (în Statele Unite) 21 de milioane de spectatori, numărul acestora crescând pe parcursul primului sezon la 25 de milioane. Încă de la premiera pe ABC, din 3 octombrie 2004, serialul a fost aclamat de critică și public, câștigând mai multe premii Emmy, Globuri de Aur și Screen Actors Guild, în aprilie 2007 fiind recunoscut ca cel mai urmărit program din segmentul demografic atras, cu o audiență de aproximativ 120 de milioane de telespectatori.

## Subiect
Într-un cartier rezidențial al orașului fictiv Fairview, statul Eagle, într-o dimineață la fel de banală ca oricare alta, după ce și-a îndeplinit toate sarcinile de soție-model, Mary Alice Young se sinucide. Prietenele sale, Lynette Scavo, Gabrielle Solis, Susan Mayer si Bree Van De Kamp nu cred însă în varianta sinuciderii, și asta din două motive. În primul rând nu le venea să creadă că tocmai Mary, cea care părea cea mai fericită și mai echilibrată dintre cele 5 prietene fusese atât de disperată încât unica soluție a problemelor ei să fi fost chiar moartea. După înmormântare, printre lucrurile ei, cele patru prietene descoperă o scrisoare a prietenei decedate, scrisă cu o numai zi înainte, în care aceasta dezvăluie lucruri șocante.
Neveste disperate este o combinație reușită dintre comedie, thriller și dramă, acțiunea pendulând mereu între extreme și oferind astfel serialului ca întreg o robustețe deosebită. Una dintre notele speciale ale acestui serial o oferă comentariile pe care le face, la fiecare început și final de episod, personajul ce deschide, prin moartea sa subită și inexplicabilă, seria de mistere de pe Wisteria Lane - strada pe care locuiesc toate personajele principale. Aceste comentarii sunt fie concluzii cu privire la ceea ce tocmai s-a petrecut în viața femeilor, asupra cărora cea decedată pare să vegheze, fie scurte preambuluri, unele cu tentă filosofică, la ceea ce va urma să se petreacă. Serialul aduce aminte puternic de acea deconstrucție a mitului familiei perfecte americane, ce își duce traiul perfect într-o casă perfectă, situată într-o suburbie perfectă, cu vecini perfecți și viitor luminos pe care familia, strâns unită, și-l făurește împreună, deconstrucție pe care am văzut-o în American Beauty.

## Distribuție
- Susan Mayer - Teri Hatcher
- Bree Van De Kamp - Marcia Cross
- Lynette Scavo - Felicity Huffman
- Gabrielle Solis- Eva Longoria
- Edie Britt - Nicolette Sheridan
- Mary Alice Young - Brenda Strong

## Nominalizări și premii
Desperate Houseviwes a fost distins cu două premii "Globul de Aur", pentru cel mai bun serial de televiziune, și pentru cea mai bună actriță într-un serial de comedie sau muzical - Teri Hatcher (de menționat că la această categorie, dintre cele cinci actrițe nominalizate, trei joacă în Desperate Housewives).